# Siebera valida
Siebera valida är en flockblommig växtart som beskrevs av George Bentham. Siebera valida ingår i släktet Siebera och familjen flockblommiga växter. Inga underarter finns listade i Catalogue of Life.